# HD 158476
HD 158476，又名CD-4511626，SAO 228075、HR 6513，是一颗恒星，视星等为6.03，位于銀經344.03，銀緯-6.77，其B1900.0坐标为赤經17h 24m 24.6s，赤緯-45° -6.77′ 34″。